# Der Fuchs, der Hahn und der Wiedehopf
Der Fuchs, der Hahn und der Wiedehopf ist ein Tiermärchen, das im mazedonischen, bulgarischen und griechischen Sprachraum bekannt ist.

## Handlung
Ein Fuchs begegnet einem Hahn, der daraufhin auf einen Baum fliegt. Da tut der Fuchs sehr fromm, holt einen Rosenkranz mit drei kleinen Kreuzen hervor und beginnt damit ihn herunterzubeten sowie Gras zu fressen, von dem er behauptet, dass es, wahrscheinlich von Gott gesegnet, sehr süß schmecken würde. Er erzählt dem Hahn dann, dass er fastet, weil er ein Heiliger werden will und sich zu diesem Zwecke auf Pilgerschaft begibt und überredet ihn dann dazu vom Baum herunterzukommen, um sich ihm anzuschließen. Nachdem sie eine Weile gegangen sind, treffen sie auf einen Wiedehopf, dem der Fuchs mit schmeichlerischen Worten ebenfalls von seinen guten Absichten berichtet, was der dumme Hahn auch noch bekräftigt, also schließt sich der Wiedehopf ihnen an. Der Fuchs lädt seine beiden Begleiter dann zu sich ein, wo sie sich noch einmal ausruhen und was essen können, bevor sie sich – im Namen Gottes – auf die beschlossene Pilgerschaft begeben. Doch kaum sind sie in seiner Höhle, frisst der Fuchs den Hahn auf. Als er sich auch über den Wiedehopf hermachen will, bittet dieser um Verschonung und bietet dafür an ihm eine Henne mit zwölf Küken zu bringen, was dem Fuchs gefällt.
Wieder in seiner Heimat sinnt der Wiedehopf darüber nach, wie er den Fuchs zugrunde richten kann und bemerkt dabei einen Jagdhund, der krank ist und überall Schorf hat. Da fliegt er zu einem Fuhrmann, der Schläuche mit Öl befördert, setzt sich auf einen der Schläuche und tut als ob er noch ganz klein ist. Der Fuhrmann will ihn fangen, um ihn seinem Kind zum spielen mitzubringen, doch da fliegt er auf einen anderen Schlauch, sodass der Fuhrmann auf die andere Seite gehen muss, um einen erneuten Fangversuch tätigen zu können. Der Wiedehopf fliegt aber wieder zurück und wiederholt das Spiel solange, bis der Bauer mit einem Stock wütend nach ihm schlägt, wodurch er einen Schlauch zum platzen bringt, aus dem dann das Öl herausfließt. Dem Jagdhund sagt er dann er solle sich in dem Öl wälzen, wodurch dessen Fell wieder ganz weich wird.
Damit das geplagte Tier wieder zu kräften kommt, hüpft er vor dem kleinen Kind einer Frau, die einen Fladen trägt, immer hin und her, sodass das Kind, das ihn fangen will ihn aber nicht bekommt, zu weinen beginnt. Daraufhin legt die Frau den Fladen auf den Boden, um den vermeintlichen Jungvogel für ihr Kind zu fangen und während sie dies tut, kann sich der Hund an dem Fladen satt essen. Den Gestärkten bringt der Wiedehopf dann zum Bau des Fuchses, wo er die Henne mit den zwölf Kücken ankündigt und als der Fuchs herausspringt, packt der Jagdhund ihn und frisst ihn auf. Den Schwanz des Fuchses nimmt sich jedoch der Wiedehopf, der ihn sich am Kopf festnäht, weshalb auch heute noch alle Wiedehopfe einen Fuchsschwanz am Kopf haben.

## Hintergrund
Diese mazedonische Version stammt aus der Sammlung von Marko Kostov Cepenkov (1829–1920) und wurde 1891 in Prilep aufgezeichnet. Im Deutschen erhielt sie den Titel Der Fuchs, der Hahn und der Wiedehopf. Nikolai Rainows bulgarische Version schreibt das ätiologische Ende mit dem Fuchsschwanz dem Specht zu und wurde im Deutschen als Wie die Füchsin Pilgerin wurde veröffentlicht. In einer griechischen Version gibt eine Füchsin vor ins Kloster zu gehen und nimmt einen Hahn, eine Taube und eine Haubenlerche mit, wobei letztere dem Tod entrinnen und diesen, mittels eines Jägers, der Füchsin bringen kann. Die Version stammt aus Jean Pios Werk Contes populaires grecs, das 1879 in Kopenhagen veröffentlicht wurde und bekam im Deutschen den Titel Die Füchsin als Nonne. Dieser ähnlich ist die Version aus Johann Georg von Hahns Griechische und Albanesische Märchen (Leipzig 1864), die aus Kapessowo in Epirus stammt und im Deutschen den Titel Von der Füchsin Pilgerschaft trägt.
In einem weiteren griechischen Märchen, das ins Deutsche mit Der Hahn als Abt übersetzt wurde, ist es ein Hahn, der auf die Pilgerfahrt geht und neben einigen Vögeln auch den Fuchs mit sich nimmt. Der Fuchs nimmt den anderen dann die Beichte ab und frisst sie auf, da sie nicht alles gestanden haben, einzig die Krähe und die Haubenlerche entkommen. Das 1888 aufgezeichnete Märchen stammt aus einer im Laographischen Archiv der Akademie Athen hinterlegten Sammlung von S. Manassides aus Änos in Thrakien. In einer Variante des volkskundlichen Archivs aus Adrianopel kommen die Vögel am Ende alle wieder aus dem Bauch des Fuchses heraus.